# 習鑿歯
習 鑿歯（しゅう さくし、? - 383年）は、東晋の歴史家・政治家。字は彦威。襄陽郡の出身。『襄陽耆旧記』（『襄陽記』）や『漢晋春秋』の著者として知られる。

## 略歴
代々土地の豪族となって繁栄した一族に生まれた。蜀漢に仕えた習禎の子孫。若くして志を持ち、博学で、文筆により著名だった。荊州刺史桓温が招聘して従事とし、江夏相の袁喬が彼の能力を認めて桓温に推薦したので、西曹主簿に転任し、厚遇されるようになった。その後、別駕に昇進した。
桓温が出征する際には、留守を守る事もあれば従軍することもあり、任せられた職はどれも任に堪え、要職を預かって実績があり、議論に長けていて桓温も能力を認めて厚遇した。しかし、都へ使いに出た際に会稽王司馬昱（後の簡文帝）も彼を重んじたが、桓温が「相王（丞相録尚書事の会稽王）は誰に似た人物か」と習鑿歯に尋ねたところ、「未だあのような方は見たことがありません」と答えたので、桓温は怒って戸曹参軍に左遷し、後に滎陽郡太守に出した。
桓温は当時簒奪の野望を抱いていたが、郡に居た習鑿歯は『漢晋春秋』54巻を著してそれを正そうとした。『漢晋春秋』は後漢の光武帝から西晋の愍帝までの歴史書であるが、三国時代については、魏は後漢から禅譲を受け晋に禅譲しているとはいっても簒奪した逆臣であり、司馬昭が蜀漢を平定して初めて漢が滅び晋が興ったものとし、天意は勢力があるからといって強奪できるものではないと主張した（蜀漢正統論）。その一方で、天下統一を正統の第一条件とも考えており、三国時代を「万姓に主無し（万民を統治する君主は不在）」「蜀は正統だが弱かった」と評するなど、蜀漢そのものについては不完全な政権という見解を示している。
その後、脚の病を患い郷里に帰ったが、太元4年（379年）に襄陽が前秦の苻堅の手に落ちた。苻堅は彼の名を聞いていたので習鑿歯を彼の友人の僧侶道安と共に召し出し、彼らと語り合い厚遇した。習鑿歯は脚を患っていたため、苻堅は「晋が呉を平定した時には陸氏二人（陸機・陸雲兄弟）を得たが、今我らが漢南を破って得た人物は一人と半分だった」と各地に書を出した。その後、習鑿歯は襄陽に帰った。太元8年（383年）、晋が襄陽を奪還すると、朝廷は習鑿歯に国史編纂を掌らせるため召し出そうとしたが、同年10月に死亡した。臨終に際して上奏し、魏を僭称者とする自説への反論に反駁した。
子の習辟彊は才能や学問において父のような風格があり、官位は驃騎将軍従事中郎に至った。
習鑿歯は『漢晋春秋』のほか、『襄陽耆旧記』（『襄陽記』）も著している（『隋書』経籍志二）。裴松之は陳寿『三国志』董允伝の注で、『漢晋春秋』『襄陽記』二書の内容に食い違いが有り、かつ先行史書に該当記事がないため、習鑿歯が創作していると見え信用できないとしている。